# Gerald Ford
Vous lisez un « bon article » labellisé en 2010.
Pour les articles homonymes, voir Ford (homonymie) et Gerald Ford (homonymie).
Gerald Rudolph Ford, Jr., né sous le nom de Leslie Lynch King, Jr. le 14 juillet 1913 à Omaha (Nebraska) et mort le 26 décembre 2006 à Rancho Mirage (Californie), est un homme d'État américain, président des États-Unis du 9 août 1974 au 20 janvier 1977.
Membre du Parti républicain, il occupe, pendant vingt-quatre ans, le siège du cinquième district du Michigan à la Chambre des représentants des États-Unis et assume la charge de chef de l'opposition républicaine pendant une période de domination démocrate entre 1965 et 1973.
À la suite de la démission de Spiro Agnew, en décembre 1973, il est nommé vice-président des États-Unis par Richard Nixon, dans les dispositions prévues par le vingt-cinquième amendement de la Constitution américaine. L'année suivante, après la démission de Richard Nixon, mis en cause dans le scandale du Watergate, il devient président des États-Unis.
Son mandat présidentiel se déroule pendant la guerre froide et les conséquences du premier choc pétrolier. Gerald Ford intervient moins que ses prédécesseurs dans les affaires du Viêt Nam et signe, en 1975, les accords d'Helsinki dans le cadre de la CSCE, qui favorisent la détente avec l'URSS. Durant son mandat, le Congrès prend une importance croissante dans les affaires internationales, alors que le rôle du président s'amoindrit. En politique intérieure, il prend la décision controversée d'accorder la grâce présidentielle à Richard Nixon après le scandale du Watergate et, sur le plan économique, doit faire face à la récession et à l'inflation. Il échappe par ailleurs à deux tentatives d'assassinat au cours de sa présidence.
Après avoir été investi par le Parti républicain face à Ronald Reagan, il est battu de justesse par le démocrate Jimmy Carter lors de l'élection présidentielle de 1976. Du fait qu'il ait été nommé vice-président par Richard Nixon et non élu en même temps que ce dernier, puis qu'il soit devenu président en remplacement du président démissionnaire et enfin qu'il ait échoué à se faire élire pour un second mandat, Gerald Ford reste en 2025 le seul président des États-Unis à n'avoir jamais été élu ni au poste de président ni à celui de vice-président par le collège électoral.
Après sa défaite, il reste une figure active du Parti républicain. Il meurt d'une crise cardiaque à l'âge de 93 ans et 165 jours. Au moment de sa mort, il est le président américain ayant vécu le plus longtemps, et le 3e depuis les morts de George H. W. Bush puis de Jimmy Carter.

## Biographie

### Vie personnelle

#### Jeunesse

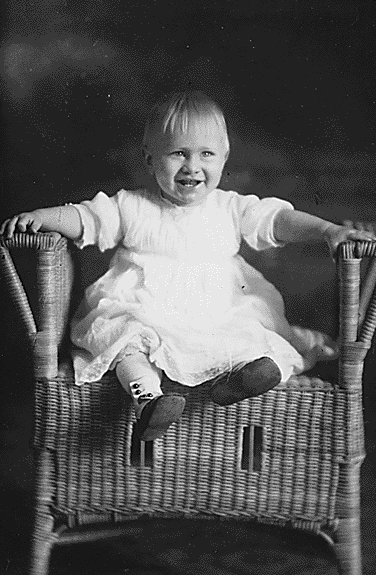
Leslie Lynch King, Jr. en 1914.

Gerald R. Ford est né en 1913 dans la maison familiale du 3202 Woolworth Avenue dans la ville d'Omaha au Nebraska. Ses parents, Dorothy Ayer Gardner et Leslie Lynch King, Sr. le nomment Leslie Lynch King, Jr. ; son père est le fils du banquier Charles Henry King (en) et de Martha Alicia Porter, exerçant la profession de négociant de laine.
Ses parents se séparèrent seize jours après sa naissance car Leslie Lynch King Sr était violent et battait son épouse,,. James M. Cannon, l'un des membres de l'administration Ford, écrivit dans une biographie consacrée au président que le couple se sépara après que le père eut menacé de les tuer tous les deux avec un couteau. Gerald Ford lui-même confia plus tard que son père avait frappé sa mère au cours de leur lune de miel parce qu'elle avait souri à un autre homme.
Dorothy Gardner s'installa avec son fils d'abord chez sa sœur à Oak Park, dans la banlieue de Chicago (Illinois). Puis elle habita à Grand Rapids (Michigan), avec ses parents. Le divorce fut prononcé en décembre 1913 et Dorothy obtint la garde de son fils. Elle reçut l'aide financière du grand-père paternel de Gerald Ford jusqu'en 1930, juste avant que ce dernier ne décède.
Le 1er février 1916, elle se remaria avec Gerald Rudolff Ford, un commerçant qui devint le patron de l'entreprise familiale de peinture et de vernis.
Leslie fut officieusement rebaptisé Gerald Rudolph Ford Jr. Gerald grandit dès lors à Grand Rapids avec trois demi-frères issus de la nouvelle union de sa mère : Thomas Gardner (1918-1995), Richard Addison (1924-2015), James Francis (1927-2001). Gerald a par ailleurs eu trois autres demi-frères et sœurs du second mariage de son père : Marjorie King (1921-1993), Leslie Henry King (1923-1976) et Patricia Jane King (1925-1980). Il ne fit jamais leur connaissance et, pendant son enfance, ignora même leur existence comme celle de son père biologique. Il rencontra néanmoins ce dernier à l'âge de 17 ans dans un restaurant de Grand Rapids. Les deux hommes maintinrent ensuite des contacts sporadiques jusqu'à la mort de Leslie King Sr. Le jeune Gerald Ford ne changea légalement de nom que le 3 décembre 1935 en choisissant une orthographe plus conventionnelle (Rudolph).

#### Scoutisme et sport universitaire

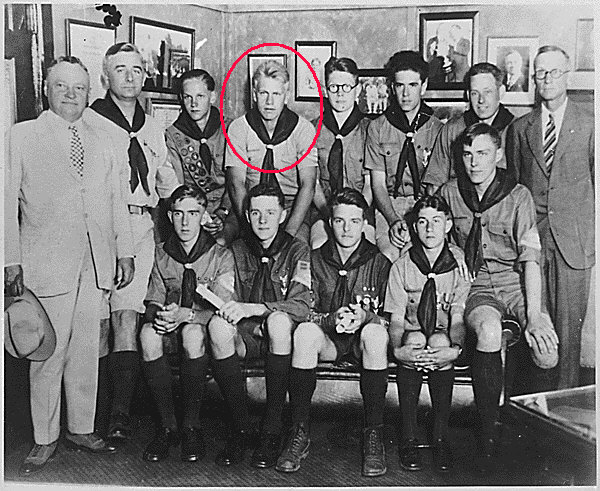
Gerald Ford (dont le visage a été cerclé de rouge) en 1929.

Gerald Ford s'engagea dans le scoutisme et entra dans les Boy Scouts of America ; même après être devenu président, il restait fier d'avoir atteint le « grade » le plus élevé dans cette organisation, celui d'Eagle Scout,. Il reste le seul président américain à avoir obtenu cette distinction. Par ailleurs, il reçut des Boy Scouts of America les récompenses de Distinguished Eagle Scout Award en mai 1970 puis de Silver Buffalo Award.
Gerald Ford fréquenta l'école secondaire de Grand Rapids South où il devint le capitaine de son équipe de football américain. En 1930, il fut choisi afin de participer à la Grand Rapids City League et fut rapidement repéré par les sélectionneurs universitaires.
Après l'école secondaire, il entra à l'université du Michigan et fit partie de l'équipe de football américain des Wolverines du Michigan. Il joua aux postes de centre et de linebacker.
Son équipe remporta les deux saisons de 1932 et 1933. Ses performances lui valurent de recevoir des propositions de contrat dans des équipes professionnelles. Durant toute sa vie, il resta attaché à son université et à son équipe de football. Il assista à plusieurs de ses matches et, lors d'un sommet avec l'URSS, voulut être tenu au courant du score de la rencontre entre les universités du Michigan et de l'Ohio. Au cours d'événements officiels, Ford demanda plusieurs fois à l'United States Marine Band de jouer l'hymne de son université (The Victors) à la place de la traditionnelle marche présidentielle (Hail to the Chief),. Il la choisit également afin d'accompagner la procession de ses funérailles au Capitole.
Gerald Ford participa au Shriner's East West Crippled Children Game, un match en faveur des enfants handicapés, qui eut lieu à San Francisco le 1er janvier 1935. En 1972, il reçut la médaille d'or de la National Football Foundation.
Gerald Ford pratiqua également le golf avec passion. En 1977, il joua au tournoi de golf du Danny Thomas Memphis Classic à Memphis. Il reçut en 1985 un Old Tom Morris Award la plus haute récompense de la Golf Course Superintendents Association of America.

#### Études

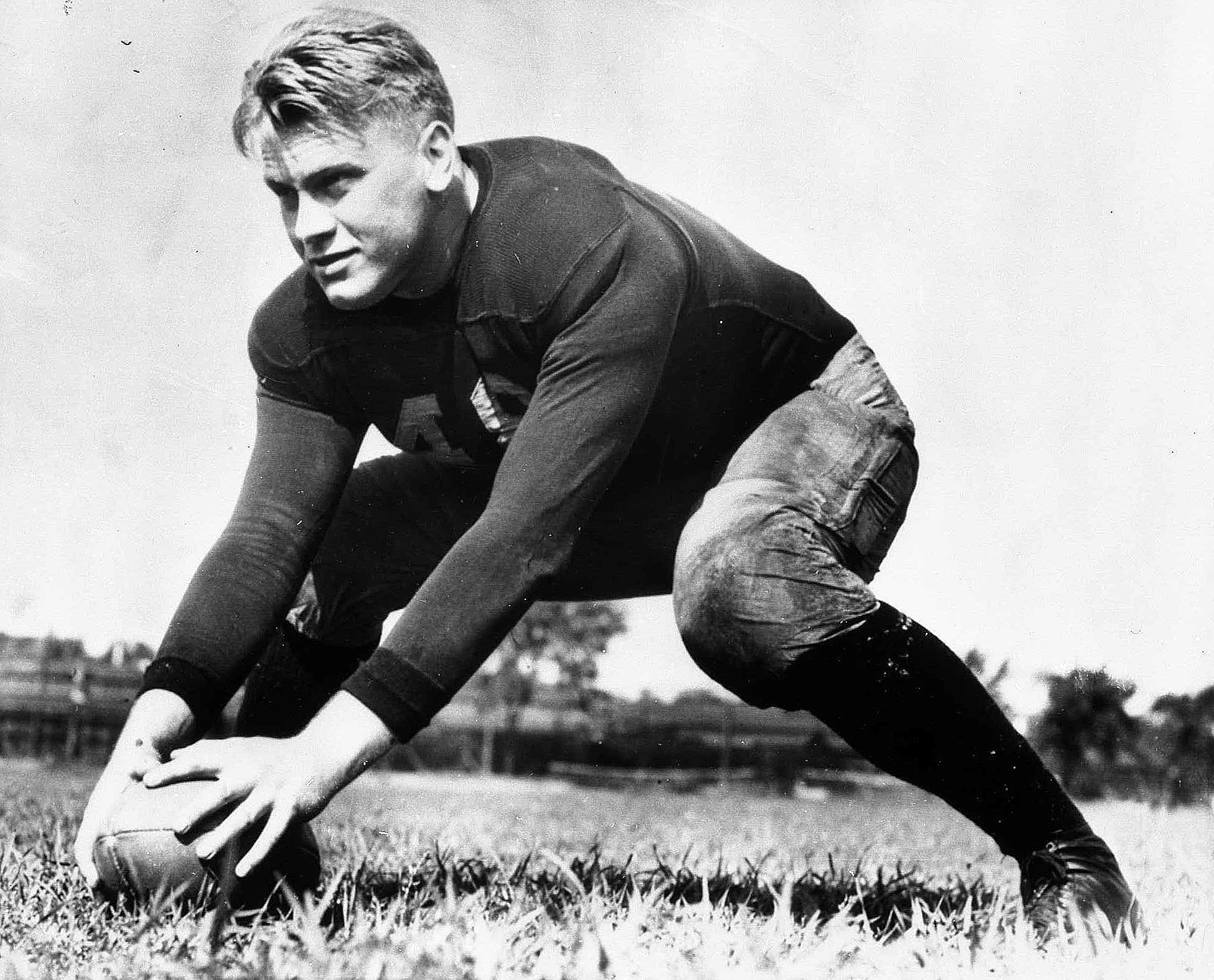
Gerald Ford jouant au football américain dans l'équipe de l'université du Michigan, en 1933.

À l'université du Michigan, Gerald Ford fit partie de la fraternité Delta Kappa Epsilon, où il travailla comme plongeur. En 1935, il obtint son diplôme universitaire,. Il préféra décliner le poste d'entraîneur des équipes des Lions de Détroit et des Packers de Green Bay de la National Football League. Il espérait plutôt faire son droit à l'université Yale où il entraîna les équipes de football américain et de boxe. À cause de ces fonctions, son admission à la faculté de droit lui fut refusée. Durant l'été 1937, il étudia à celle de l'université du Michigan avant d'être finalement accepté à Yale au printemps 1938, dont il sortit diplômé en 1941. Pendant ses études à Yale, il fit la connaissance de Phyllis Brown, une étudiante dont il tomba amoureux. Il fréquenta un groupe d'étudiants mené par R. Douglas Stuart Jr et signa la pétition en faveur de l'acte de neutralité de 1939. Le document allait dans le même sens que le comité America First qui militait pour que les États-Unis restent en dehors de la Seconde Guerre mondiale. Gerald Ford connut sa première expérience politique en prenant part à la campagne présidentielle de Wendell Willkie pendant l'été 1940.
Après ses études à Yale, il fut admis au barreau du Michigan et ouvrit un cabinet d'avocats à Grand Rapids avec son ami Philip Buchen. Il rejoignit les rangs d'un groupe de républicains réformateurs appelé « Home Front » qui s'opposait à la machine républicaine locale dirigée par Frank McKay. À la suite de l'attaque japonaise sur Pearl Harbor en décembre 1941, il fut incorporé dans la marine américaine.

#### Seconde Guerre mondiale

Gerald Ford en 1945.

Gerald Ford rejoignit la réserve de l'United States Navy le 13 avril 1942. D'abord comme aspirant, puis il intégra l'école d'instructeurs d'Annapolis pour son service actif. Un mois plus tard, il devint instructeur sur la base de Chapel Hill en Caroline du Nord. Il enseigna les rudiments des capacités de navigateur, de l'artillerie et du maniement des armes. Il fut également entraîneur dans les neuf sports proposés sur la base, principalement en natation, boxe et football américain. Il devint lieutenant le 1er mars 1943.
Du 17 juin 1943 à la fin de l'année 1944, il fut assistant navigateur et officier responsable de batterie antiaérienne sur le porte-avions USS Monterey. Il participa alors à de nombreuses opérations dans le Pacifique sud avec la 3e et la 4e flotte, notamment sur l'atoll Makin des îles Gilbert (1943). L'USS Monterey s'engagea dans les débarquements sur Kwajalein et Eniwetok, ainsi que dans diverses attaques dans les îles Mariannes, le Nord de la Nouvelle-Guinée, la bataille de la mer des Philippines,, Wake, les îles Ryūkyū, Leyte et Mindoro (septembre-novembre 1944).
Si le porte-avions sur lequel il fut affecté ne fut pas endommagé par les opérations militaires, il fut victime du typhon Cobra les 18 et 19 décembre 1944, ce qui causa la perte de trois destroyers et tua près de 800 hommes d'équipage. Gerald Ford manqua de peu de mourir lui aussi au cours de l'incendie qui s'était déclaré à bord de son porte-avions.
L'USS Monterey fut finalement déclaré hors d'usage et se rendit à Ulithi le 21 décembre avant de rejoindre Bremerton (Washington) pour être réparé. Ford fut alors envoyé au département athlétique de l'école aéronavale de Saint Mary (Athletic Department of the Navy Pre-Flight School) en Californie. Entre la fin avril 1945 et janvier 1946, il entra dans l'équipe du Naval Reserve Training Command, à la Naval Air Station Glenview dans l'Illinois. Puis il fut envoyé au Separation Center de la Naval Station Great Lakes.
Le 3 octobre 1945, il fut promu lieutenant commander. Le 23 février 1946, il fut placé hors du service actif avec les honneurs et le 28 juin suivant, le secrétaire à la Marine accepta officiellement son retrait de la réserve de la marine américaine.
Pour ses services rendus, Gerald Ford fut honoré de plusieurs décorations militaires pour sa participation à la campagne Asie-Pacifique (Asiatic-Pacific Campaign Medal), la libération des Philippines (Philippine Liberation Medal), la campagne américaine (American Campaign Medal) et la victoire de la Seconde Guerre mondiale (World War II Victory Medal). Il fut également membre de plusieurs associations civiques comme le Benevolent and Protective Order of Elks et de plusieurs associations de vétérans comme l'American Legion, les Veterans of Foreign Wars et l’AMVETS.

#### Famille
Le 15 octobre 1948, à l'église épiscopale de Grace à Grand Rapids, Gerald Ford épousa Elizabeth Bloomer Warren,,, ancien mannequin et ancienne danseuse dans la troupe de Martha Graham, divorcée, qui avait été mariée en premières noces à William G. Warren. Le mariage avait été retardé pour ne pas nuire à la campagne de Gerald Ford pour son premier mandat de représentant. Le couple eut ensuite quatre enfants : Michael Gerald Ford (né en 1950), John Gardner Ford (né en 1952), Steven Meigs Ford (né en 1956) et Susan Elizabeth Ford (née en 1957).
Cinq ans après son mari, le 8 juillet 2011, Betty Ford meurt à Rancho Mirage (Californie).

### Chambre des représentants
Après son retour à Grand Rapids, il entra dans le cabinet d'avocats Butterfield, Keeney and Amberg. Il devint un membre actif du parti républicain et il fut pressé de remplacer Bartel John Jonkman, représentant au Congrès américain pour le 5e district du Michigan, réputé pour son isolationnisme. L'engagement militaire de Gerald Ford dans la Seconde Guerre mondiale fit de lui un partisan de l'interventionnisme, dans le contexte de la guerre froide.
Le 8 novembre 1948, il fut élu à la Chambre des représentants pour le district de Grand Rapids, une circonscription conservatrice, contre son rival démocrate Fred J. Barr Jr. Il occupa ce poste pendant 24 ans (1949-1973). Il devint en 1965, au lendemain de la défaite du conservateur Barry Goldwater lors de l'élection présidentielle américaine de 1964, le chef de la minorité républicaine à la Chambre des représentants. Il conserva cette charge jusqu'en 1973.
Il participa par ailleurs à deux commissions du Congrès américain, le House Appropriations Committee et le Defense Appropriations Subcommittee. Au début des années 1950, il refusa de se présenter comme sénateur et comme gouverneur du Michigan. Il porta plutôt son ambition sur le poste de président de la Chambre des représentants.

### Participation à la Commission Warren
En novembre 1963, il fut choisi par le nouveau président américain, Lyndon B. Johnson pour participer à la commission Warren sur l'assassinat de John F. Kennedy le 22 novembre 1963. Il défendit toujours ses conclusions, rendues en septembre 1964, c'est-à-dire que Lee Harvey Oswald avait agi seul. Cependant, à l'occasion du cinquantième anniversaire de l'assassinat de John F. Kennedy, en novembre 2013, l'ancien président français Valéry Giscard d'Estaing révéla à la radio que Gérald Ford lui avait autrefois confié avoir toujours cru, lui et ses collègues de la commission Warren, à la théorie du complot. « Nous étions sûrs que c'était organisé. Mais nous n'avons pas pu découvrir par qui ».
Pour les besoins de l'enquête, Gerald Ford fut chargé de rédiger la biographie d'Oswald.
Il a été révélé lors du déclassement de son dossier personnel en 2008 par le FBI que Gerarld Ford avait été l'informateur de J. Edgar Hoover au sein de la Commission Warren, l'informant par le biais du numéro trois du bureau d'enquête fédéral Cartha de Loach des débats internes et des résultats au cours de la progression de l'enquête. J Edgar Hoover avait, en effet, fait disparaitre des éléments d'une affaire de fraude fiscale l'impliquant.
Il fut surtout un homme de compromis et se fit beaucoup d'amis dans les deux principaux partis du pays,. Cependant, il critiqua à plusieurs reprises la politique du président démocrate Lyndon Johnson, notamment sa gestion de la guerre du Viêt Nam et son programme de « grande société ». Il soutint néanmoins les lois sur les droits civiques en faveur des Afro-Américains. Dans une série de conférences de presse télévisées, il exposa le contre-programme républicain aux côtés du sénateur de l'Illinois Everett Dirksen. Elles furent ironiquement surnommées par les journalistes « The Ev and Jerry Show »,.

### Vice-président des États-Unis

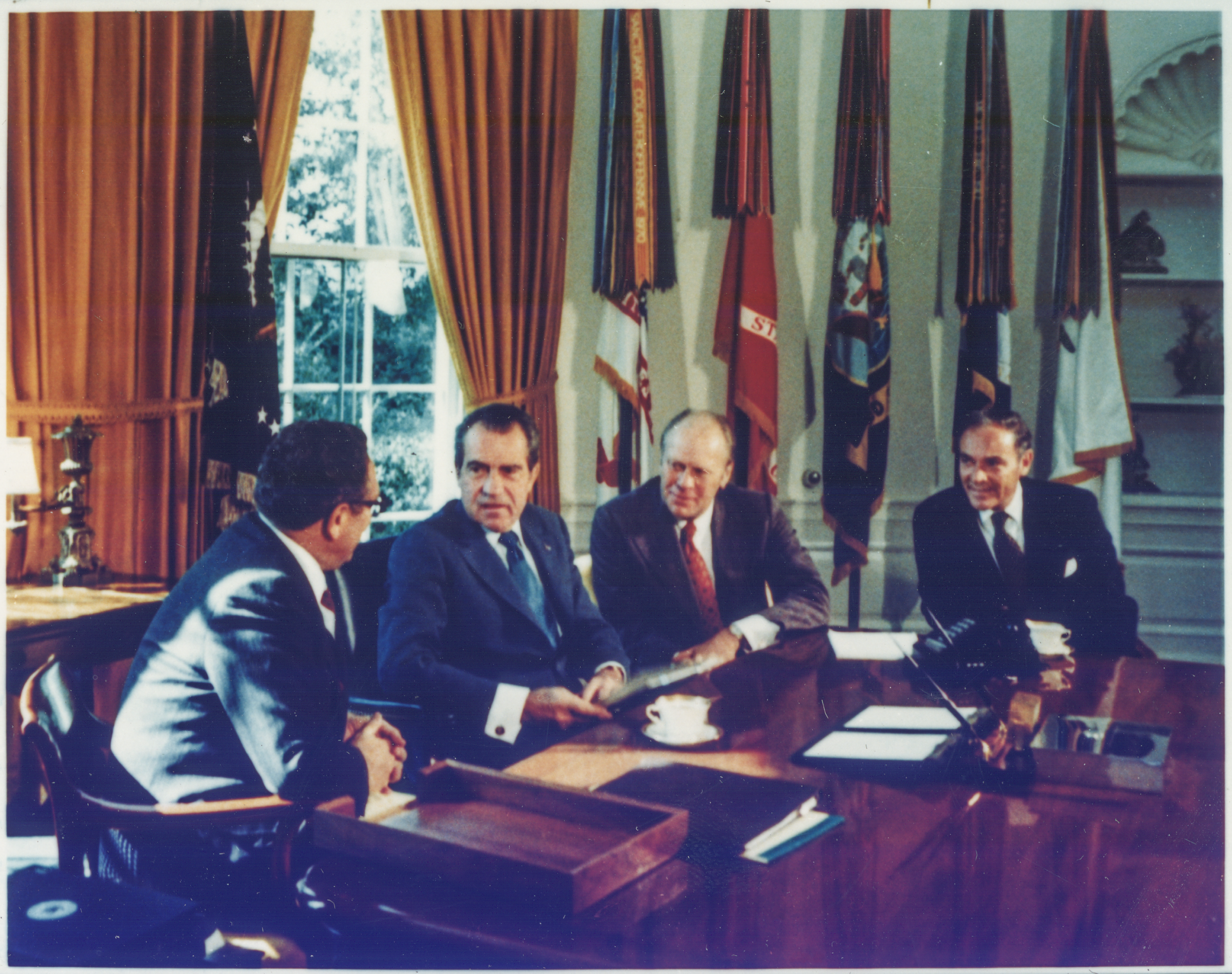
Henry Kissinger, le président Richard Nixon, le vice-président Gerald Ford et Alexander Haig.

Après la démission du vice-président Spiro Agnew, pour une affaire de corruption financière et de fraudes fiscales,, le 10 octobre 1973, le président Richard Nixon nomma Gerald Ford vice-président deux jours plus tard. C'était la première fois que les dispositions du 25e amendement de la Constitution américaine sur la vice-présidence étaient appliquées,. Le Sénat des États-Unis le confirma dans ses nouvelles fonctions avec 92 voix pour et 3 contre le 27 novembre 1973. Ces trois sénateurs étaient tous démocrates (Gaylord Nelson, Thomas Eagleton, William Hathaway). Le 6 décembre, la Chambre des représentants fit de même avec 387 voix pour et 35 contre. Une heure après le vote, Ford prêta serment devant les représentants et entra en fonction,.
Sa vice-présidence de huit mois fut marquée par le scandale du Watergate. Le 1er août 1974, le chef de cabinet de la Maison-Blanche Alexander Haig lui fit savoir que des preuves avaient été trouvées montrant l'implication de Nixon dans les écoutes. Gerald Ford fut un ardent défenseur de Nixon et il prononça de nombreux discours pour défendre la politique du président en considérant que l'affaire du Watergate ne fut qu'un épisode malencontreux.

### Président des États-Unis

#### Succession de Nixon

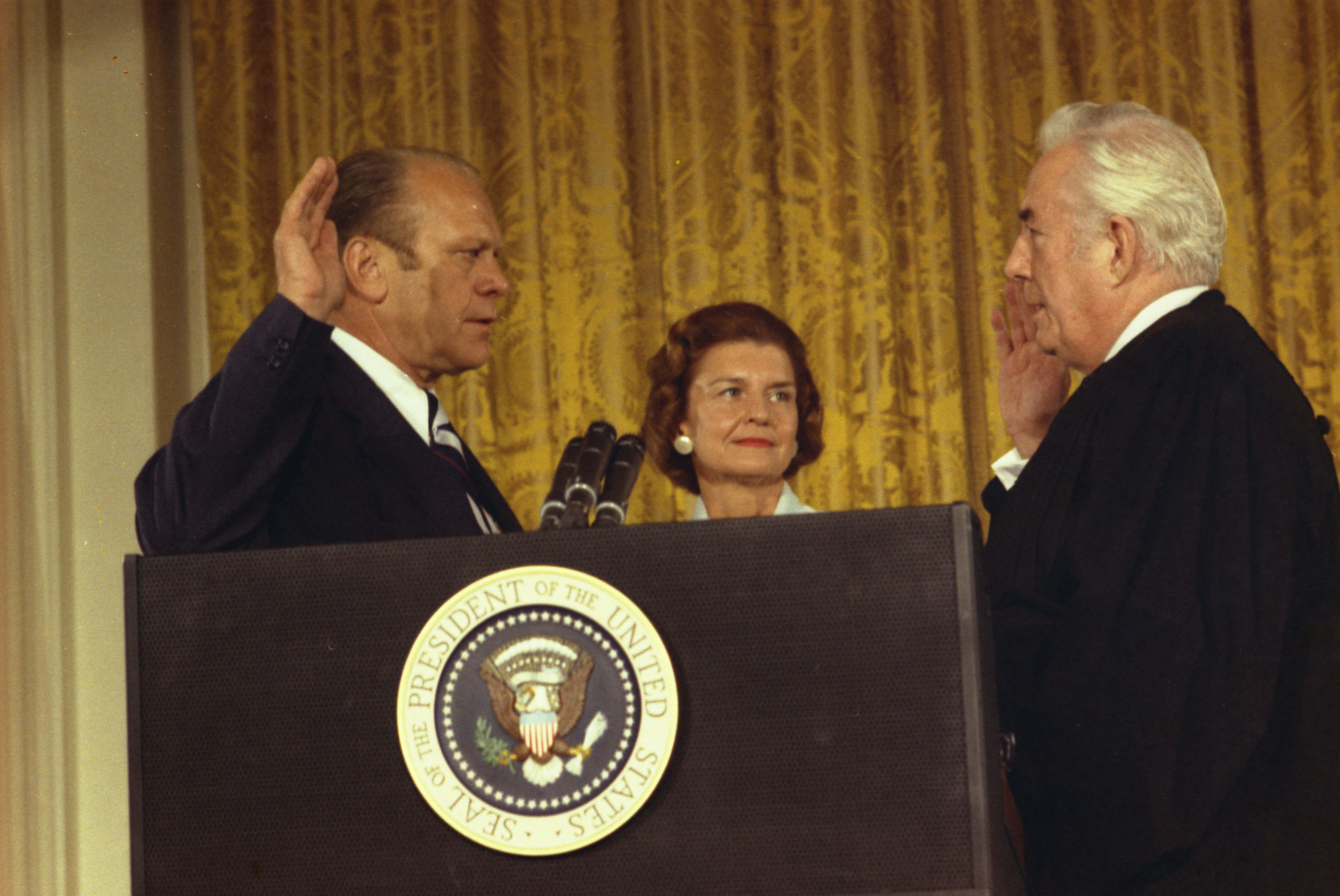
Prestation de serment de Gerald Ford le 9 août 1974 comme américain devant le juge Warren Earl Burger et Mme Betty Ford.

Richard Nixon démissionna à la suite du scandale du Watergate, le 8 août 1974. Ford le remplaça et prêta officiellement serment le 9 août 1974, devant le juge en chef des États-Unis. Il prononça alors la formule devenue célèbre « Notre long cauchemar national est fini » (Our long national nightmare is over). La présidence de Gerald Ford dura au total vingt-neuf mois (895 jours) jusqu'au 20 janvier 1977.
Le 20 août 1974, Ford nomma l'ancien gouverneur de New York Nelson Rockefeller au poste vacant de vice-président. Ce dernier fut confirmé dans ses fonctions par les deux chambres du Congrès et prêta serment le 19 décembre.
Ayant accédé à la vice-présidence par nomination du président Richard Nixon (pour remplacer le vice-président démissionnaire Spiro Agnew), Gerald Ford fut ainsi le seul président des États-Unis à avoir occupé la Maison-Blanche sans avoir été élu par le collège électoral,.

#### Administration et cabinet
De l'administration précédente, Ford ne garda que deux hommes, Henry Kissinger au poste de secrétaire d'État (jusqu'à fin 1975) et William E. Simon au Trésor. Il nomma William Coleman aux transports, qui devint alors le deuxième Afro-Américain à entrer dans un cabinet présidentiel,. Il choisit George H. W. Bush comme ambassadeur en Chine en 1974 puis comme directeur de la CIA fin 1975. Il fait de Donald Rumsfeld son chef de cabinet de la Maison-Blanche, puis son secrétaire à la Défense en 1975 : il est remplacé par Dick Cheney, un jeune politicien du Wyoming. Alexander Haig occupa le poste de chef de cabinet pendant 18 mois avant d'être nommé commandant de l'OTAN en Europe. Ford remania profondément son Cabinet à l'automne 1975, en plaçant des hommes plus conservateurs à plusieurs postes-clés : ces changements furent surnommés le « Massacre d'Halloween » (Halloween Massacre) par les journalistes politiques. Ford diminua de 10 % les effectifs de la Maison-Blanche, qui passèrent de 540 employés à 485. Le 18 décembre 1975, le président nomma John Paul Stevens à la Cour suprême en remplacement de William O. Douglas parti à la retraite.

#### Après Watergate et grâce de Nixon

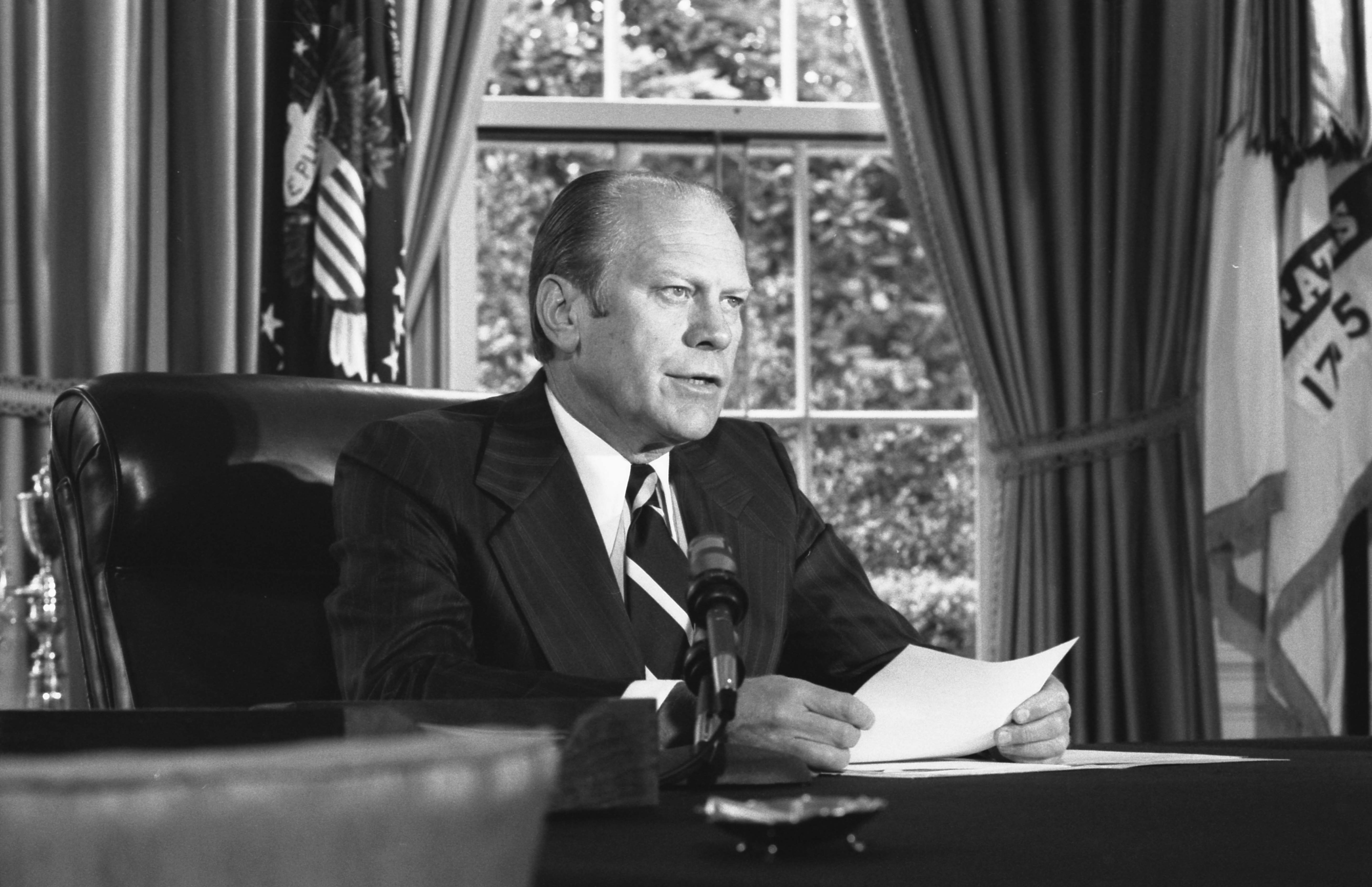
Gerald Ford annonçant sa décision de gracier Nixon (8 septembre 1974).

La première action officielle du président Ford, très controversée, fut de gracier Richard Nixon le 8 septembre 1974 (Proclamation 4311),,,,, ce qui eut pour effet de stopper toute procédure. Lors d'un discours télévisé, il mit en avant la situation médicale de l'ex-président et son désir de réconcilier tous les Américains pour motiver sa décision,.
La grâce présidentielle souleva de nombreuses réactions : son ami et attaché de presse Jerald terHorst décida de démissionner et la cote de popularité du président s'effondra dans les sondages. Ford décida également d'amnistier sous conditions les déserteurs et les « planqués » de la guerre du Viêt Nam. Nixon, avocat, fut cependant radié du barreau de l'État de New York en 1976. Quant aux enregistrements qui avaient suscité d'interminables batailles juridiques, le président Ford en donna le contrôle à Nixon, qui fut le seul habilité à donner les autorisations pour leur consultation.
À la suite du scandale du Watergate, le Parti démocrate renforça sa présence à la Chambre des représentants et au Sénat aux élections de mi-mandat de 1974 (les démocrates enlevèrent quarante-sept sièges aux Républicains dans les deux chambres) et atteint la majorité qualifiée des 2/3 pour passer outre au véto présidentiel. Le pouvoir législatif fut un terrain de lutte entre le président et le Congrès, Ford mettant son veto aux propositions démocrates. Il usa de ce pouvoir trente-neuf fois pendant les quatorze premiers mois de sa présidence et fut le président républicain qui a le plus utilisé son droit de veto. Étant donné que les démocrates représentaient alors plus des deux-tiers de la Chambre des représentants, ils purent à de nombreuses reprises outrepasser le veto présidentiel. Les démocrates étaient également majoritaires au Sénat (60 sièges sur 100).

#### Économie et affaires intérieures
L'économie fut l'une des grandes préoccupations de l'administration de Ford. À l'époque, l'inflation atteignait environ 7 %, un taux suffisant pour décourager les investissements aux États-Unis et pour freiner les investissements directs à l'étranger. En réponse à la hausse des prix qu'il pensait être causée par la surconsommation, le président déclara l'inflation « ennemi public numéro un » devant le Congrès le 8 octobre 1974.

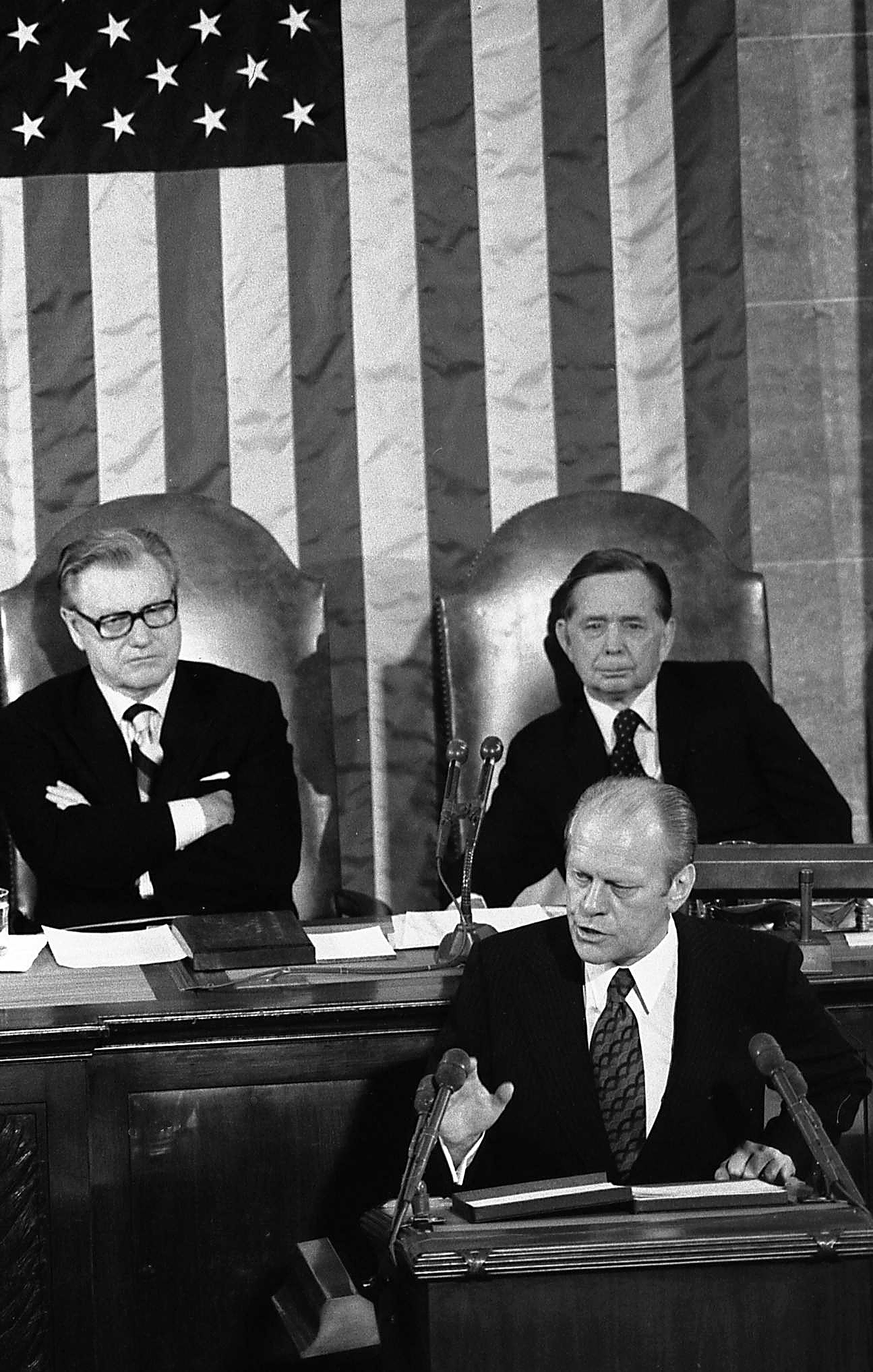
Adresse à la nation par Ford au Congrès le 15 janvier 1975, devant le vice-président Nelson Rockefeller et le président de la Chambre, Carl Albert.

Il demanda au peuple américain de « donner un coup de torchon (ou essuyer) le plus vite possible sur l'inflation » (« Whip Inflation Now ») ; les initiales de l'expression américaine donnaient l'acronyme « WIN » qui signifie « gagner » en anglais. Il recommanda même aux Américains, dans une partie de son programme, de limiter leurs dépenses et de porter des badges « WIN » (produits à douze millions d'exemplaires). La majorité les considéra comme un gadget qui n'offrait pas de solutions réelles pour résoudre le problème. Certains les tournèrent en ridicule en les portant à l'envers : les lettres « NIM » signifiaient pour eux « No Immediate Miracles », « Nonstop Inflation Merry-go-round » ou encore « Need Immediate Money ». Gerald Ford mit en place également un comité WIN de 22 citoyens (Whip Inflation Now committee).
La focalisation sur l'économie évolua quand le pays entra dans une récession modeste. Le taux de chômage s'éleva de 6,5 % en novembre 1974 à 9,1 % en 1976. Ford s'opposa au Congrès démocrate qui souhaitait augmenter les dépenses de l'État fédéral. En mars 1975, il signa avec le Congrès des dégrèvements d'impôts afin de relancer l'économie (Tax Reduction Act). Il tenta de convaincre les parlementaires de lever le contrôle des prix du pétrole américain décidé par Nixon et qui contribua au choc pétrolier de 1973 ; mais il n'obtint pas gain de cause avant décembre 1975 (Omnibus Energy bill prévoyant une baisse des prix du pétrole américain et la levée temporaire du contrôle des prix). Au moment de la cessation de paiements de la municipalité de New York en octobre 1975, le maire Abraham Beame ne réussit pas à obtenir l'aide de l'État fédéral. La une du Daily News titra le 30 octobre « Ford à la ville : Crevez ! » (Ford to City: Drop Dead). Ford changea finalement d'avis à la fin de l'année, ce qui permit d'écarter le risque de faillite,.
Ford fut également confronté à une épidémie de grippe porcine en 1976 qui fit vingt-cinq morts aux États-Unis. Face au risque de pandémie, l'Administration américaine lança un vaste programme de vaccination.
Dans le domaine de l'éducation, le président signa l’Education for All Handicapped Children Act en 1975 : la loi prévoyait un enseignement spécial pour les enfants handicapés aux États-Unis. Il fut également un ferme soutien de l’Equal Rights Amendment, voté par le Congrès en 1972, un texte réaffirmant l'égalité de tous les Américains. Il décréta le 26 août 1975 « jour de l'égalité des femmes » (Women's Equality Day). Cependant, il refusa d'intervenir dans le problème du busing à Boston en 1974, alors qu'il était favorable à la mixité raciale dans les écoles.
La vie politique américaine au milieu des années 1970 fut marquée par les tentatives du Congrès de renforcer son contrôle sur la Présidence et sur les activités de la CIA. Ford mit en place la Rockefeller Commission.
Le 22 décembre 1975, il signe l'Energy Policy and Conservation Act, à la suite du premier choc pétrolier, ce qui entraîne l'embargo des États-Unis sur les exportations de produits pétroliers.
Citant les dépenses hors de contrôle, Ford a opposé son veto à une allocation de fonds au département du Travail et au département de la Santé et des Services sociaux, ce qui a mené au premier arrêt partiel du gouvernement le 30 septembre 1976. Le 1er octobre 1976, le Congrès à majorité démocrate a annulé le veto de Ford, mais il a fallu jusqu'au 11 octobre pour trouver une solution concernant le financement du gouvernement.
Le mandat de Gerald Ford coïncida avec les célébrations du bicentenaire de la révolution américaine. Il présida au grand feu d'artifice du 4 juillet 1976. Trois jours plus tard, il reçut à la Maison-Blanche la reine Élisabeth II et le prince Philip du Royaume-Uni : le dîner fut retransmis à la télévision. Le 19 avril 1975, il condamna le développement de la bureaucratie et plaida pour le retour aux valeurs traditionnelles de l'Amérique, dans un discours prononcé dans le New Hampshire. Le jour du bicentenaire des batailles de Lexington et Concord marquant le début de la guerre d'indépendance américaine, il rappela l'importance de la réconciliation et de la reconstruction.

#### Politique étrangère

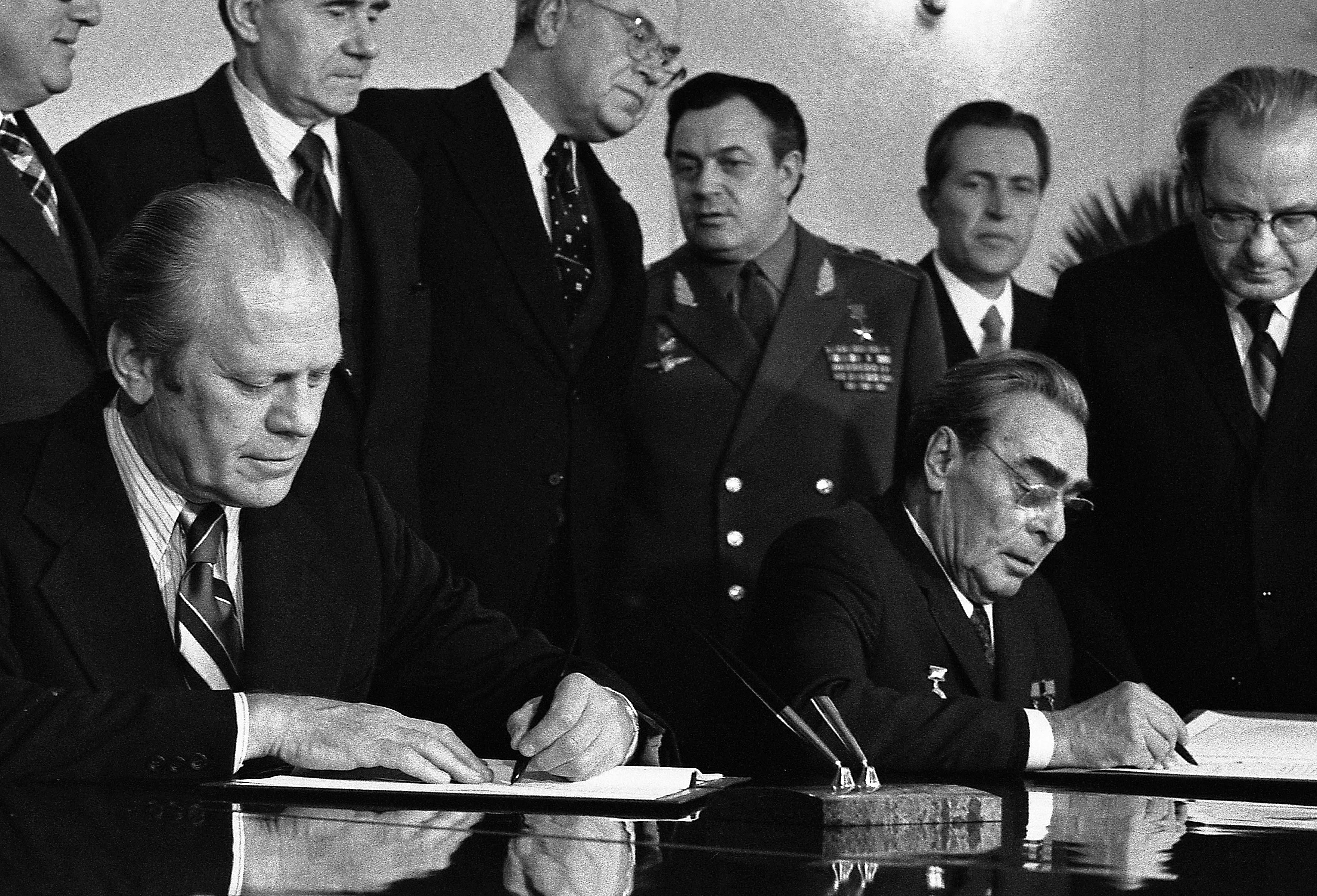
Ford et Léonid Brejnev signant l'accord de Vladivostok sur le traité SALT.

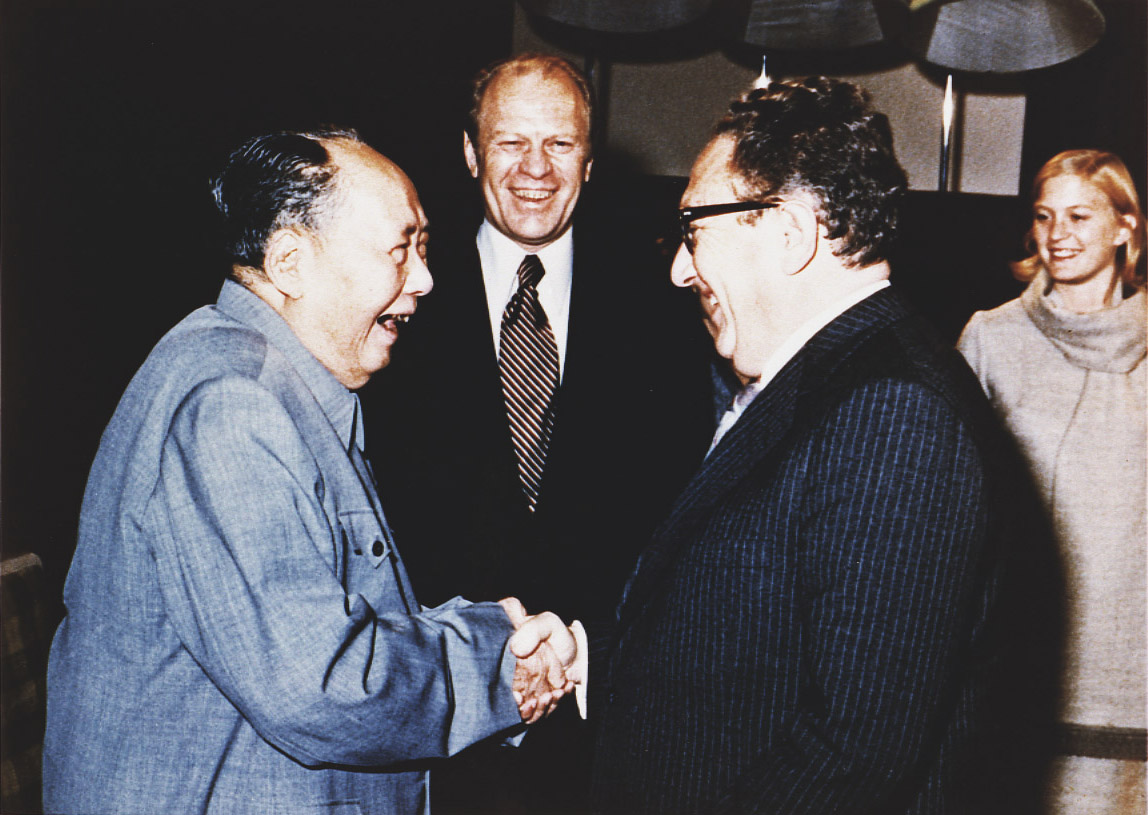
Mao Zedong, Gerald Ford et Henry Kissinger (2 décembre 1975).

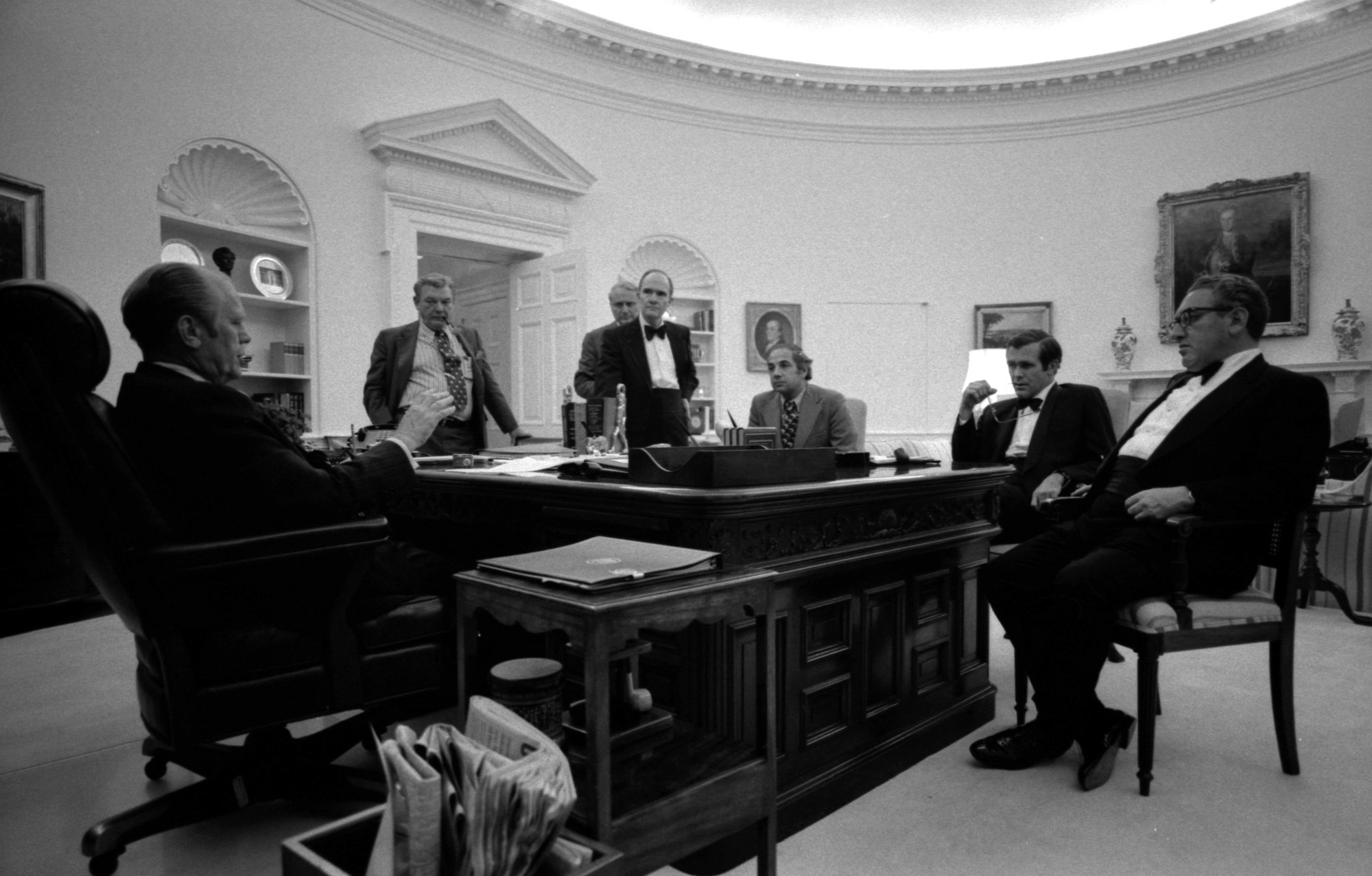
Gerald Ford pendant l'incident du Mayagüez (14 mai 1975).

Gerald Ford est arrivé à la Maison-Blanche dans le contexte de la guerre froide qui opposait les États-Unis au bloc communiste, à la fin de la phase de détente (1962-1975).
L'armée américaine se retira totalement du Viêt Nam sous la présidence de Richard Nixon en 1973 après plusieurs années de guerre. À la fin de l'année 1974, Ford obtint du Congrès une aide de 700 millions de dollars pour le Viêt Nam. En 1975, les troupes du Nord-Viêt Nam envahirent le Sud. Le président ordonna le départ des civils américains (opération Frequent Wind) : au total, 100 000 réfugiés s'installèrent aux États-Unis. Saïgon tomba aux mains du Nord Viêt Nam et du Viet Cong le 30 avril.
Gerald Ford poursuivit les efforts de détente avec l'URSS : le 24 novembre 1974, il signa avec Léonid Brejnev un accord à Vladivostok sur le traité SALT.
En 1975, le président américain se rendit en Pologne, puis en république populaire de Chine comme l'avait fait son prédécesseur à la Maison-Blanche. La même année, il participa à la Conférence sur la sécurité et la coopération en Europe (CSCE) et signa les accords d'Helsinki en faveur du règlement pacifique des tensions internationales. L'ONG Helsinki Watch fut créée pour promouvoir les droits de l'homme.
Cette politique de détente fut de plus en plus critiquée par les conservateurs des deux partis (dont Ronald Reagan) mais aussi par le secrétaire à la Défense James Schlesinger.
Il participa à la séance inaugurale du G7 qui remplaçait le G5 et se déclara favorable au règlement international des crises diplomatiques.
Dans ses mémoires, Gerald Ford confessa qu'il fut alors très préoccupé par la dégradation de la situation au Moyen-Orient et en Indochine. Ainsi, il dut affronter une crise internationale lors de l'incident du Mayagüez. En mai 1975, un peu après la prise du pouvoir par les Khmers rouges au Cambodge, ces derniers s'emparèrent d'un navire marchand américain, le Mayagüez, dans les eaux internationales du golfe de Thaïlande. Ford envoya, sans consulter le Congrès, des Marines pour sauver l'équipage que l'on crut retenu sur l'île de Koh Tang mais les soldats rencontrèrent une résistance inattendue ; pendant l'opération, les marins du Mayagüez qui avaient été relâchés, furent récupérés par les forces américaines. Durant les combats de Koh Tang, quinze Américains furent tués et cinquante furent blessés, les pertes khmères étant estimées à une soixantaine sur un total de trois cents combattants. Le président américain demanda une aide financière de 222 millions de dollars pour le Cambodge, qui fut repoussée par le Congrès. Il renouvela sa demande pour le Sud Viêt Nam et essuya un nouveau refus de la part des représentants. Mais six mois plus tard l'administration Ford aida l'Indonésie à envahir et annexer le 7 décembre 1975 le Timor oriental, colonie portugaise qui avait clamé quelques semaines plus tôt son indépendance. Cet appui militaire républicain à la politique répressive indonésienne fut poursuivi par son successeur démocrate Jimmy Carter.
En Asie occidentale, l'invasion de Chypre par la Turquie provoqua de fortes tensions à l'intérieur de l'OTAN. Le 15 juillet 1974, un coup d'État, soutenu par les colonels grecs, entraîna des violences entre les communautés grecque et turque de l'île. Les événements aboutirent à la partition de Chypre et au retrait de la Grèce du commandement intégré de l'OTAN. À la mi-septembre, le Congrès vota le retrait du soutien militaire américain à la Turquie. Le président mit son veto à cette décision. L'autre enjeu dans la diplomatie de Washington fut le conflit israélo-arabe : les États-Unis refusèrent de conclure de nouveaux accords militaires avec Israël entre mars et septembre 1975. Le 4 septembre 1975, les autorités américaines signèrent l'accord sur le Sinaï en vue de renforcer les relations avec l'Égypte et Israël.
Pendant la présidence de Gerald Ford, le Congrès s'attaqua à la CIA dont le rôle dans le scandale du Watergate et dans la surveillance de 10 000 citoyens américains fut mis au jour,. À la fin de l'année 1975, son directeur William Colby fut renvoyé. Les activités de l'agence furent soumises au contrôle de commissions permanentes de la présidence et du Congrès. Ce dernier et l'Administration Ford s'affrontèrent également sur l'implication de la CIA en Angola.
Sur le continent américain, Ford fut critiqué pour son manque de fermeté face à l'extension des guérillas communistes en Amérique centrale au Nicaragua, au Salvador et au Guatemala. Le 21 août 1975, sur demande insistante des pays latino-américains, il accepta de faire lever à l'égard de Cuba l'embargo économique et diplomatique voté par l'O.E.A. en février 1962 sur demande du président Kennedy. Ce geste s'adressait également au monde communiste où il avait fait quelques semaines plus tôt une tournée (Pologne, Roumanie, Yougoslavie, rencontre en Finlande avec Brejnev) et avec lequel il négociait la libre circulation des personnes et des idées. Le Panama souhaitant reprendre le contrôle de la zone du canal, des négociations furent entamées entre le gouvernement américain et les autorités panaméennes. Mais ce fut le successeur de Gerald Ford qui signa les traités Torrijos-Carter. En Amérique du Sud, il continue de soutenir le régime de Pinochet au Chili et en Argentine appuie le coup d'État du 24 mars 1976, qui renverse la présidente Isabel Martínez de Perón. Ce soutien sans faille à ces dictatures a un effet contre-productif pour son image peu avant l'élection, comme pour la sécurité des États-Unis où s'étend l'opération Condor. Un opposant chilien au général Pinochet, Orlando Letelier, est assassiné à Washington le 21 septembre 1976.
Enfin, Gerald Ford signa le Metric Conversion Act le 23 décembre 1975, qui fit entrer les États-Unis dans le Système international d'unités.

#### Tentatives d'assassinat
Alors qu'il était en déplacement à Sacramento en Californie le 5 septembre 1975, Lynette Fromme, une adepte de la secte de Charles Manson, pointa son arme sur Gerald Ford ; mais Larry Buendorf, l'agent du Secret Service chargé de sa protection, empêche le coup de partir. Fromme est arrêtée et condamnée à la prison à vie ; elle purgera trente-quatre ans de prison avant d'être placée en liberté conditionnelle le 14 août 2009.
Le 22 septembre 1975, Sara Jane Moore essaye également de tuer le président à San Francisco, mais sa tentative est déjouée par un spectateur nommé Oliver Sipple. Elle fut condamnée à la prison à perpétuité,.

#### Élection présidentielle de 1976

Carte électorale de 1976 (les États remportés par Ford sont en rouge)

Après les primaires démocrates, remportées par Jimmy Carter, les sondages donnent Gerald Ford largement défait, Gallup le créditant de 29 % contre 62 % pour son adversaire démocrate. Les primaires républicaines de 1976 sont très disputées. Finalement, lors de la Convention républicaine de Kansas City, Gerald Ford est choisi comme candidat à l'élection présidentielle contre Ronald Reagan.
Dick Cheney dirige la campagne de Gerald Ford aux côtés de James Baker. Le président sortant parvient peu à peu à combler son retard et est considéré comme vainqueur du premier débat face à Jimmy Carter. Mais une gaffe commise lors du deuxième débat, lors duquel il affirme que l'Europe de l'Est n'est pas dominée par l'Union soviétique, stoppe sa remontée. Sa campagne est aussi handicapée par les dissensions au sein de son propre parti, où certains soutenaient la candidature de Ronald Reagan, et par une campagne agressive du candidat démocrate, Jimmy Carter. Mais selon l'avis des spécialistes, ses plus gros handicaps sont le pardon accordé à Nixon en 1974 et la persistance des problèmes économiques.
Le 2 novembre 1976, il obtient 48,02 % des suffrages et 240 grands électeurs contre 50,08 % et 297 grands électeurs à Jimmy Carter. L'élection est tellement serrée qu'il faut attendre le lendemain de l'élection pour connaitre le vainqueur. Ford arrive en tête dans la majorité des États américains, 27 sur 50, ce qui fait de lui le candidat battu ayant remporté le plus d'États lors d'une élection présidentielle américaine. Il emporte notamment tous les États de l'Ouest (dont la Californie) et la majorité de ceux du Midwest et de la région des Grands Lacs. Jimmy Carter doit son élection aux États sudistes, à l'État de New York et aux États de la ceinture industrielle du Nord-Est (Ohio, Pennsylvanie).

### Après la présidence

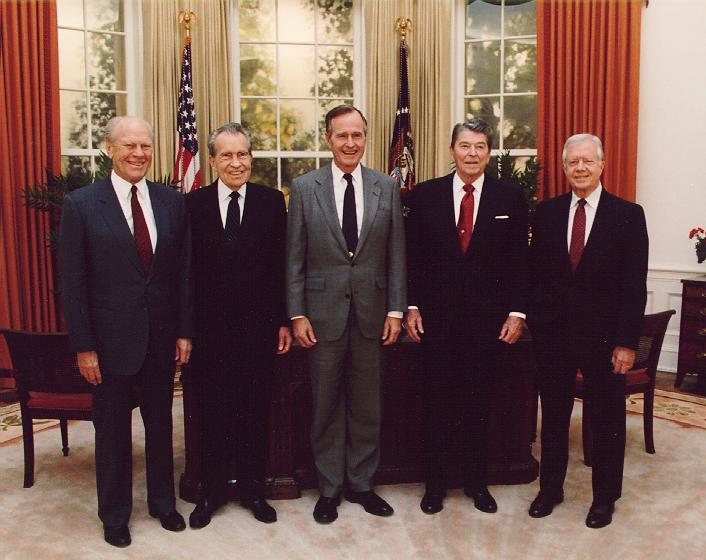
Les présidents américains, Gerald Ford, Richard Nixon, George H. W. Bush, Ronald Reagan et Jimmy Carter en 1991.

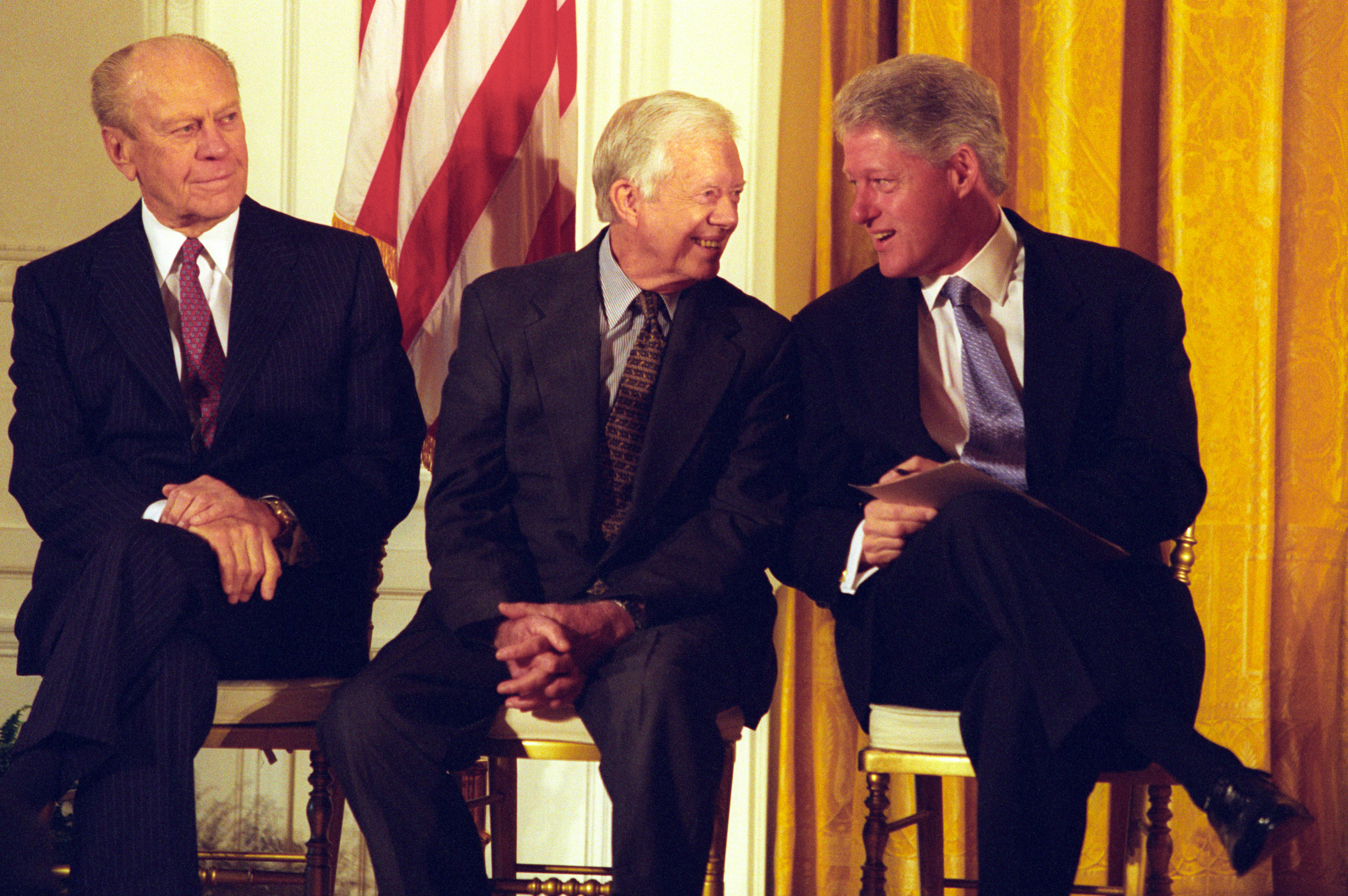
Gerald Ford au côté de Jimmy Carter et Bill Clinton en 2000.

Gerald Ford reste relativement actif après son départ de la Maison-Blanche. Il donne des conférences universitaires et fait plusieurs apparitions à l'occasion d'événements et de diverses cérémonies. En 1977, il accorde une interview au journaliste du New York Times James M. Naughton. En 1979, il publie son autobiographie intitulée A Time to Heal. Il est sollicité par l'Administration Carter pour donner son avis sur les relations internationales et les affaires intérieures. Il est par ailleurs invité à plusieurs reprises pour déjeuner à la Maison-Blanche à chaque fois qu'il se rend à Washington. Ces liens amicaux se renforcent après la fin du mandat de Carter notamment lorsque les deux hommes vont ensemble aux funérailles du président égyptien Anouar el-Sadate en 1981. Jusqu'à la mort de Gerald Ford, Jimmy Carter et son épouse Rosalynn lui rendent de nombreuses visites. En 2001, les deux anciens présidents américains travaillèrent ensemble pour la National Commission on Federal Election Reform. Ford est également membre du Conseil pour l'excellence dans la gouvernance. Ronald Reagan pense un temps à en faire son vice-président, mais les négociations échouent finalement à la Convention nationale républicaine et Reagan choisit George H. W. Bush pour cette fonction.
Après sa présidence, Ford rejoint l’American Enterprise Institute et fonde l’AEI World Forum en 1982. Il crée également le Gerald R. Ford Institute for Public Policy and Service en 1977 au collège d'Albion dans le Michigan ; en 1981, il inaugure le Gerald R. Ford Museum à Grand Rapids et la Gerald R. Ford Library à Ann Arbor, sur le campus de l'université du Michigan.
En 1999, Ford se voit remettre la médaille présidentielle de la Liberté, la plus prestigieuse décoration civile américaine, par le président Bill Clinton pour ses efforts pour réconcilier le pays après le scandale du Watergate,.
En 2001, on lui remet le Profile in Courage Award pour sa décision de gracier Richard Nixon après le scandale du Watergate. Pendant sa retraite, Ford consacre beaucoup de temps à sa passion du golf et joue notamment dans des compétitions publiques avec son ami, l'acteur Bob Hope.
En octobre 2001, Ford rompt avec les conservateurs du Parti républicain en défendant l'égalité pour les couples gays et lesbiens. Il s'engage en faveur d'un amendement fédéral pour interdire la discrimination contre les homosexuels dans le travail. Il entra dans la Republican Unity Coalition pour faire avancer les droits des homosexuels.
Le 22 novembre 2004, le gouverneur républicain de l'État de New York George Pataki nomme Ford et les autres ex-présidents (Carter, George H. W. Bush et Bill Clinton) membres honoraires du conseil pour la reconstruction du World Trade Center. Dans un entretien avec Bob Woodward du Washington Post en juillet 2004, Ford critique la décision prise par George W. Bush d'attaquer l'Irak. Les propos de l'ancien président ne seront néanmoins rendus publics qu'après sa mort, comme il l'avait souhaité,.

### Santé, mort et funérailles

George W. Bush en compagnie de Gerald et Betty Ford, le 23 avril 2006.

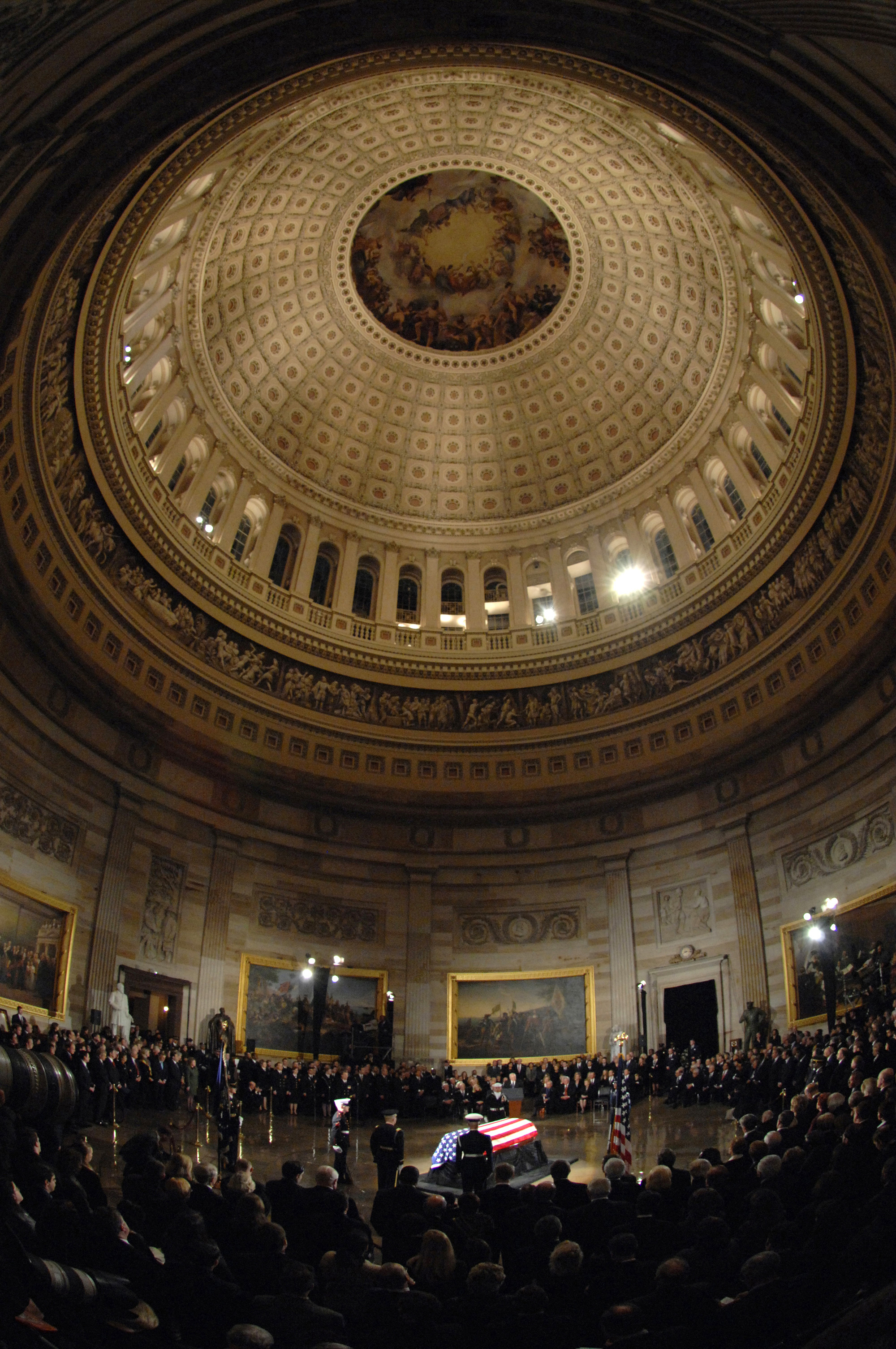
Exposition du cercueil de Gerald Ford au Capitole

La santé de Gerald Ford décline au début des années 2000, alors qu'il approche de ses 90 ans. Lors de la convention républicaine de 2000, il est victime de deux accidents vasculaires cérébraux et effectue un séjour à l'hôpital universitaire d'Hahnemann (Philadelphie),. L'ancien président américain est hospitalisé le 14 janvier 2006, pour traiter une pneumonie, au Centre médical Eisenhower, près de son domicile de Rancho Mirage, dans le sud de la Californie ; il en sort le 25 janvier suivant. La dernière apparition publique de Gerald Ford a lieu le 23 avril 2006, lorsque le président George W. Bush lui rend visite chez lui.
Il est de nouveau hospitalisé en juillet 2006, alors qu'il passe des vacances à Vail (Colorado). Le 15 août, il est admis à l'hôpital St. Mary à Rochester (Minnesota) et reçoit un stimulateur cardiaque, avant de subir une angioplastie, une intervention chirurgicale destinée à élargir des artères. Il ressort le 28 août et regagne la Californie. Le 13 octobre, il doit annuler la cérémonie d'inauguration du Gerald R. Ford School of Public Policy et entre au Centre médical Eisenhower. En novembre 2006, alors qu'il reste alité dans son bureau, il devient le doyen des présidents des États-Unis, dépassant Ronald Reagan, décédé en juin 2004.
Gerald Ford meurt à l'âge de 93 ans, chez lui, d'une crise cardiaque, le 26 décembre 2006, à 18 h 45 heure du Pacifique (le 27 décembre, 2 h 45 UTC), entouré de son épouse et de ses trois fils ; sa fille Susan était quant à elle repartie le jour de Noël à Albuquerque. Michael, le fils aîné qui était pasteur, administra l'onction des malades à son père. Dans la soirée, Betty annonce la mort de son mari et le corps de celui-ci est transporté au Centre médical Eisenhower le 29 décembre.

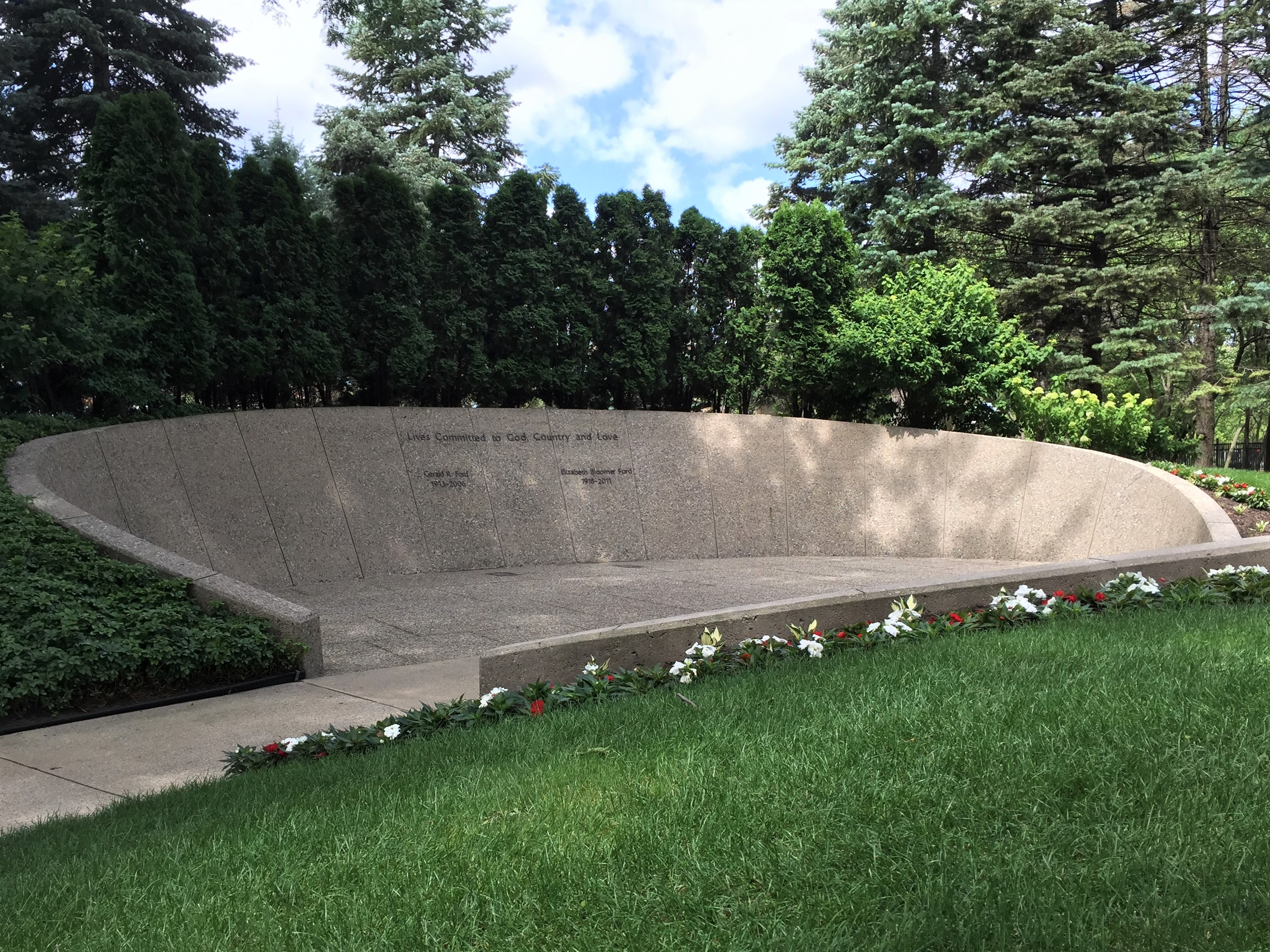
La tombe de Gerald et Betty Ford avec l'épitaphe « Des vies au service de Dieu, du Pays et de l'Amour ». Une autre inscription, à l'opposé de la tombe, porte des versets bibliques (Proverbes, 3:5-6) qu'il prononça lors de son inauguration,.

Les funérailles nationales de Gerald Ford sont organisées le 30 décembre 2006, à Washington DC. La dépouille de l'ancien président est exposée au public (Ford est le 11e président américain à recevoir cet honneur). Le service religieux a lieu le 2 janvier 2007, en la cathédrale nationale de la capitale. Son éloge funèbre est prononcé par l'ancien président George H. W. Bush, par l'ancien secrétaire d'État Henry Kissinger, par le journaliste Tom Brokaw et par le président en exercice George W. Bush. Son corps est ensuite transporté par le Boeing 747 VC-25A présidentiel jusqu'à Grand Rapids (Michigan). Un nouvel office est organisé dans la Grace Episcopal Church, à East Grand Rapids, le 3 janvier, au cours duquel Jimmy Carter, Donald Rumsfeld et Richard Norton Smith prononcent des éloges funèbres. L'assistance compte entre autres le vice-président en exercice, Dick Cheney, le gouverneur du Michigan, Jennifer Granholm et les sénateurs du Michigan, Carl Levin et Debbie Stabenow. Après la cérémonie, Gerald Ford est inhumé sur le terrain du Musée Gerald Ford.

## Personnalité
Malgré son passé athlétique, Ford avait la réputation d'être maladroit. Les bêtisiers le montraient en train de se cogner la tête sur la porte d'Air Force One lors de sa visite en Autriche. Cette image fut reprise par des émissions de télévision comme le Saturday Night Live, qui le caricaturaient comme une personne incapable de marcher sans casser quelque chose en tombant. Les journalistes reprenaient la remarque de Lyndon Johnson, selon laquelle son opposant aurait trop joué au football sans casque. Ce dernier le décrivait également comme quelqu'un qui était incapable de faire deux choses en même temps comme marcher et mâcher un chewing-gum. Beaucoup de partisans de Ford dénoncent cette image, estimant qu'il n'était pas plus maladroit que quiconque.
Pendant sa carrière politique, Ford avait la réputation d'un homme ouvert et intègre,,.
Gérald Ford était franc-maçon.
La Grande Loge du Michigan rend hommage à Gerald Ford, dernier président des États-Unis franc-maçon.

## Héritage et hommages
Comme pour d'autres présidents américains, le nom de Gerald Ford a été donné à plusieurs lieux et constructions aux États-Unis : une autoroute du Nebraska et du Michigan (Gerald R. Ford Freeway), deux États importants dans sa vie. Plusieurs infrastructures du Michigan honorent sa mémoire : un aéroport (1999) et un musée à Grand Rapids, une bibliothèque et un établissement d'enseignement supérieur à Ann Arbor.
La classe de porte-avions de l'US Navy devant remplacer les unités de la classe Nimitz est nommée Gerald R. Ford, tout comme le premier bâtiment de ce groupe. L'USS Gerald R. Ford (CVN-78), dont le nom a été confirmé le 16 janvier 2007, est entré en service en 2017.

## Distinctions honorifiques
- Médaille présidentielle de la Liberté, remise par le président Bill Clinton en août 1999 pour ses efforts visant à apaiser le pays après le scandale du Watergate[120],[121].

## Gerald Ford au cinéma
Des images d’archives de Gerald Ford sont présentes dans plusieurs films. La tentative d’assassinat de Ford est en partie visible dans le film Forrest Gump (1994). Ce sujet est également traité dans le film Network : Main basse sur la télévision (1976). Gerald Ford apparaît dans le film Le Procès de Henry Kissinger (2002) qui traite du procès de son secrétaire d'État Henry Kissinger ainsi que dans le film Nixon, qui raconte l’histoire de son prédécesseur au poste de président.
Gerald Ford est également visible dans les films Viêt Nam, Année du Cochon (1968), T'as pas 100 balles ? (1975), Les Hommes du Président (1976), The War at Home (1979), Le Peuple de l'Herbe (1999), Green Dragon (2001), Les U.S.A. contre John Lennon (2006). Il est brièvement représenté dans l'épisode Deux mauvais voisins de la série télévisée animée Les Simpson en 1996, où il se lie d'amitié avec Homer. Dans la série télévisée The First Lady (2022), son rôle est interprété par Aaron Eckhart.
Bill Camp l'incarne dans le film sur Dick Cheney, Vice (Adam McKay, 2018).